# Love Grows (Where My Rosemary Goes)
«Love Grows (Where My Rosemary Goes)» es una canción interpretada por la banda británica Edison Lighthouse. Fue publicada el 9 de enero de 1970 como el sencillo principal de su primer álbum de estudio Already.
«Love Grows (Where My Rosemary Goes)» se convirtió en el único éxito comercial de la banda, alcanzando la posición #1 en la lista de sencillos del Reino Unido durante la semana del 31 de enero de 1970. Fue certificado disco de plata por la Industria Fonográfica Británica (BPI) el 22 de julio de 2022.

## Posicionamiento

### Gráfica semanal
| Gráfica (1970)                                | Pico de posición |
| --------------------------------------------- | ---------------- |
| Alemania (Official German Charts)             | 8                |
| Australia (Go-Set)                            | 1                |
| Australia (Kent Music Report)                 | 2                |
| Bélgica (Flandes) (Ultratop 50 Singles)       | 17               |
| Bélgica (Valonia) (Ultratop 50 Singles)       | 48               |
| Canadá (RPM Adult Contemporary)               | 24               |
| Canadá (RPM Top Singles)                      | 3                |
| Estados Unidos (Billboard Adult Contemporary) | 20               |
| Estados Unidos (Billboard Hot 100)            | 5                |
| Estados Unidos (Cashbox Top 100)              | 4                |
| Irlanda (Irish Singles Chart)                 | 1                |
| Noruega (VG-lista)                            | 7                |
| Nueva Zelanda (Listener)                      | 1                |
| Países Bajos (Nederlandse Top 40)             | 13               |
| Países Bajos (Single Top 100)                 | 13               |
| Reino Unido (UK Singles Chart)                | 1                |
| Sudáfrica (Springbok Radio)                   | 3                |

| Gráfica (2022)                         | Pico de posición |
| -------------------------------------- | ---------------- |
| Mundo (Billboard Global 200)           | 147              |
| Reino Unido (UK Audio Streaming Chart) | 77               |
| Suecia (Veckolista Heatseeker)         | 2                |

### Gráfica de fin de año
| Gráfica (2022)                     | Pico de posición |
| ---------------------------------- | ---------------- |
| Australia (Go-Set)                 | 27               |
| Australia (Kent Music Report)      | 12               |
| Canadá (RPM Top Singles)           | 53               |
| Estados Unidos (Billboard Hot 100) | 40               |
| Estados Unidos (Cashbox Top 100)   | 33               |
| Reino Unido (UK Singles Chart)     | 11               |

## Certificaciones y ventas
| País                  | Certificación | Ventas  |
| --------------------- | ------------- | ------- |
| Estados Unidos (RIAA) | Oro           | 500,000 |
| Reino Unido (BPI)     | Plata         | 200,000 |